# Tukany
Tukany (Ramphastinae) – podrodzina ptaków z rodziny tukanowatych (Ramphastidae). 

## Zasięg występowania
Podrodzina obejmuje kilkadziesiąt gatunków ptaków, żyjących w tropikalnych regionach Meksyku, Ameryki Centralnej i Południowej.

## Cechy charakterystyczne
Ptaki te charakteryzują się następującymi cechami:
- w sylwetce wyróżnia się duży, lekki dziób (niekiedy dłuższy od reszty ciała i o zbliżonej szerokości);
- dziób ma budowę ażurową, złożoną z luźnej sieci beleczek kostnych;
- krańce dzioba są piłkowane;
- niemal u wszystkich gatunków dziób jest bardzo barwny;
- język długi, wąski i płaski, dochodzący do 150 mm długości;
- zwrotny palec zewnętrzny;
- dość długi ogon;
- dość krótkie, zaokrąglone skrzydła umożliwiające sprawny lot między gałęziami;
- zazwyczaj brak wyraźnego dymorfizmu płciowego (niekiedy tylko samiec jest większy od samicy);
- stadne;
- żywią się mieszanym pokarmem roślinno-zwierzęcym;
- pokarm podrzucają w górę i łapią go dziobem w locie;
- wodę piją jedynie z zagłębień kory i liści;
- gniazdo w dziupli (nie wykuwają jej, mogą ją jedynie powiększyć);
- okres lęgowy trwa od sierpnia do lutego;
- w zniesieniu 2 do 4 białych jaj;
- wysiadują oboje rodzice przez około 16 dni;
- pisklęta po wykluciu są nagie, z naroślami na tylnej powierzchni nóg (siedząc na nich pisklęta unikają skaleczenia o niewyścieloną dziuplę);
- pisklęta opuszczają gniazdo po 6-7 tygodniach;
- dziób osiąga rozmiary ostateczne dopiero po kilku miesiącach życia.

## Podział systematyczny
Do podrodziny należą następujące rodzaje:
- Ramphastos Linnaeus, 1758
- Aulacorhynchus Gould, 1835
- Andigena Gould, 1851
- Selenidera Gould, 1837
- Pteroglossus Illiger, 1811